# Трактор (Орловская область)
Трактор — поселок в Сосковском районе Орловской области России.
Входит в состав Алмазовского сельского поселения.

## География
Расположен восточнее посёлка Веденский, южнее посёлка протекает река Ицка.
Заходящая в Трактор просёлочная дорога образует улицу Садовую.

## Население
| 2010 |
| ---- |
| 1    |